# Ветрова Балка
Ветрова Балка (укр. Вітрова Балка, до 2016 г. — Котовское) — село, Бутенковский сельский совет, Кобелякский район, Полтавская область, Украина.
Код КОАТУУ — 5321880708. Население по переписи 2001 года составляло 359 человек.

## Географическое положение
Село Ветрова Балка находится в 2,5 км от левого берега реки Волчья. На расстоянии в 1 км расположены сёла Чумаки, Зелёное и Бутенки. По селу протекает пересыхающий ручей с запрудой. Рядом проходят автомобильные дороги М-22 (E 577) и Р-52.

## Экономика
- Молочно-товарная ферма.
- ООО «Батькивщина».

## Объекты социальной сферы
- Школа I ст.
- Клуб.